# BRICS
O BRICS é um grupo de países de mercado emergente e foro político em relação ao seu desenvolvimento econômico, político e social. Trata-se de um acrônimo da língua inglesa que é geralmente traduzido como "os BRICS" ou "países BRICS". O agrupamento começou com quatro países sob o nome BRIC, reunindo Brasil, Rússia, Índia e China, até que, em 14 de abril de 2011, o "S" acrescido resultou da admissão da África do Sul (do inglês: South Africa) ao grupo. Em 1 de janeiro de 2024, o grupo foi oficialmente expandido quando Egito, Emirados Árabes Unidos, Arábia Saudita, Etiópia e Irã aderiram ao bloco como membros plenos. Em 6 de janeiro de 2025, a Indonésia entrou no BRICS como membro pleno.
O grupo não é um bloco econômico ou uma associação de comércio formal, como no caso da União Europeia. Diferentemente disso, os quatro países fundadores procuraram formar um "clube político" ou uma "aliança", e assim converter "seu crescente poder econômico em uma maior influência geopolítica". Desde 2009, os líderes do grupo realizam cúpulas anuais.
Ao longo do tempo, a mídia tem classificado os BRICS como uma alternativa geopolítica em relação ao G7, visto que o grupo buscou criar alternativas em relação aos métodos utilizados por algumas nações ocidentais, a exemplo do Novo Banco de Desenvolvimento e do Acordo de Reserva Contingente dos BRICS. As relações bilaterais entre os países dos BRICS têm sido conduzidas principalmente com base nos princípios de não-interferência, igualdade e benefício mútuo.

## Origem do acrônimo
Há controvérsia quanto ao responsável pela criação do acrônimo "BRIC": embora a invenção seja, em geral, atribuída ao chefe da Pesquisa Econômica Global do Goldman Sachs, Jim O'Neill, que assina o relatório "Building Better Global Economic BRICs", de 2001, é possível que o acrônimo tenha sido, na verdade, cunhado por uma jovem economista indiana-americana, Roopa Purushothaman. Aos 23 anos, ela aparece, nos créditos do relatório de O'Neill, apenas como assistente de pesquisa do grupo de Pesquisa Econômica do Goldman Sachs, em Londres; mas, pouco tempo depois, já será responsável, com Dominic Wilson, pelo relatório "Dreaming with BRIC’S: The Path to 2050",  documento bem mais alentado que o anterior e que já se encontrava em elaboração desde 2000, embora só viesse a ser publicado em 2003. E foi então que o acrônimo efetivamente decolou. 

### Reuniões iniciais

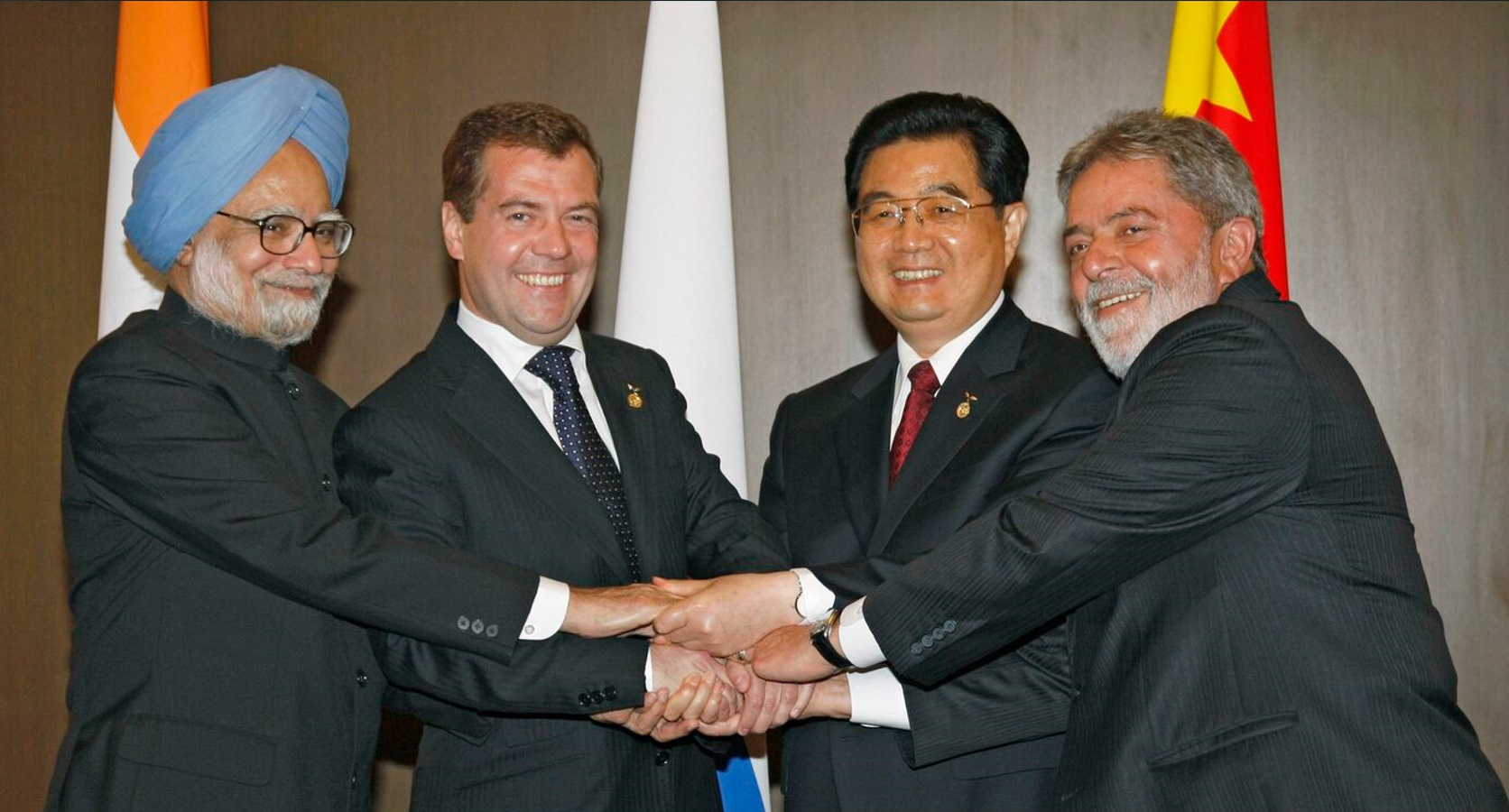
Da esquerda para a direita: Manmohan Singh, Dmitri Medvedev, Hu Jintao e Luiz Inácio Lula da Silva, os líderes do BRIC em 2008, na Primeira cúpula do BRIC

Os ministros das Relações Exteriores dos quatro primeiros Membros plenos do BRIC (Brasil, Rússia, Índia e China) reuniram-se em Nova York em setembro de 2006, durante os preparativos para Assembleia da ONU, dando inicio a uma série de conversas e reuniões paralelas ao evento. Em 16 de junho de 2009, em Ecaterimburgo, Rússia, foi realizada uma reunião diplomática em grande escala entre os quatro membros, dando assim início ao bloco.
A primeira cúpula do BRIC, também marcada para Ecaterimburgo, ocorreu em 16 de junho de 2009, com a presença de Luiz Inácio Lula da Silva, Dmitri Medvedev, Manmohan Singh e Hu Jintao, os respectivos líderes do Brasil, Rússia, Índia e China. O foco da cúpula estava em meios de aliviar situação econômica global e reformar a instituição financeira, além de discutir como os quatro países poderiam cooperar no futuro. Houve mais discussões e levantamentos sobre maneiras pelas quais países em desenvolvimento, como 3/4 dos membros do BRIC, poderiam se envolver e serem protagonistas nos assuntos globais.

### Admissão da África do Sul

Diagrama de algumas coalizões de países emergentes (BASIC, BRICS, G5 e IBAS)

Ficou destacado que durante a realização da reunião preparatória para a segunda cúpula do BRIC realizada no Rio de Janeiro em abril de 2011, autoridades da África do Sul estavam também presentes, já que ela aconteceu ao mesmo tempo de um encontro do Fórum de Diálogo Índia-Brasil-África do Sul, quando foram discutidos — pela primeira vez — oportunidades de negócios e investimentos para setores de energia, tecnologia da informação, infraestrutura e agronegócio.
Dada esta coincidência de datas, o então presidente da África do Sul, Jacob Zuma, participou como convidado da Segunda cúpula do BRIC realizada em Brasília, no dia 15 de abril de 2010. Logo em seguida, o país foi convidado pelos quatro membros fundadores para fazer parte do bloco como o quinto membro pleno, e as negociações foram iniciadas em agosto do mesmo ano. A África do Sul foi admitida oficialmente como uma nação do BRIC em abril de 2011, duranta a Terceira cúpula do BRIC, após a sua entrada no grupo ter sido ratificada oficialmente pela China e os outros três países do BRIC para participar do grupo. A letra "S" em BRICS representa o 'South' de 'South Africa' (África do Sul em inglês)
Em abril do ano seguinte ,o presidente Zuma foi novamente participar do encontro anual dos países membros que foi realizado em Pequim. Porém, agora com o status de membro pleno. De acordo com Jim O'Neill, do Goldman Sachs, que originalmente cunhou o termo, "o PIB atual combinado do continente africano é razoavelmente semelhante ao do Brasil e da Rússia e ligeiramente superior ao da Índia".Todavia, a África do Sul está em uma posição única e pode influenciar o crescimento econômico e os investimentos em toda a África. A África do Sul é um "portal" para o sul da África e também para o resto do continente já que é o país africano mais rico e desenvolvido. A China, que é já é o maior parceiro comercial da África do Sul e da Índia, quer ampliar os laços comerciais com a África. A África do Sul é também a maior economia da África. No entanto, ocupa o posto de 31º maior PIB do mundo, com uma economia muito abaixo de seus novos parceiros.

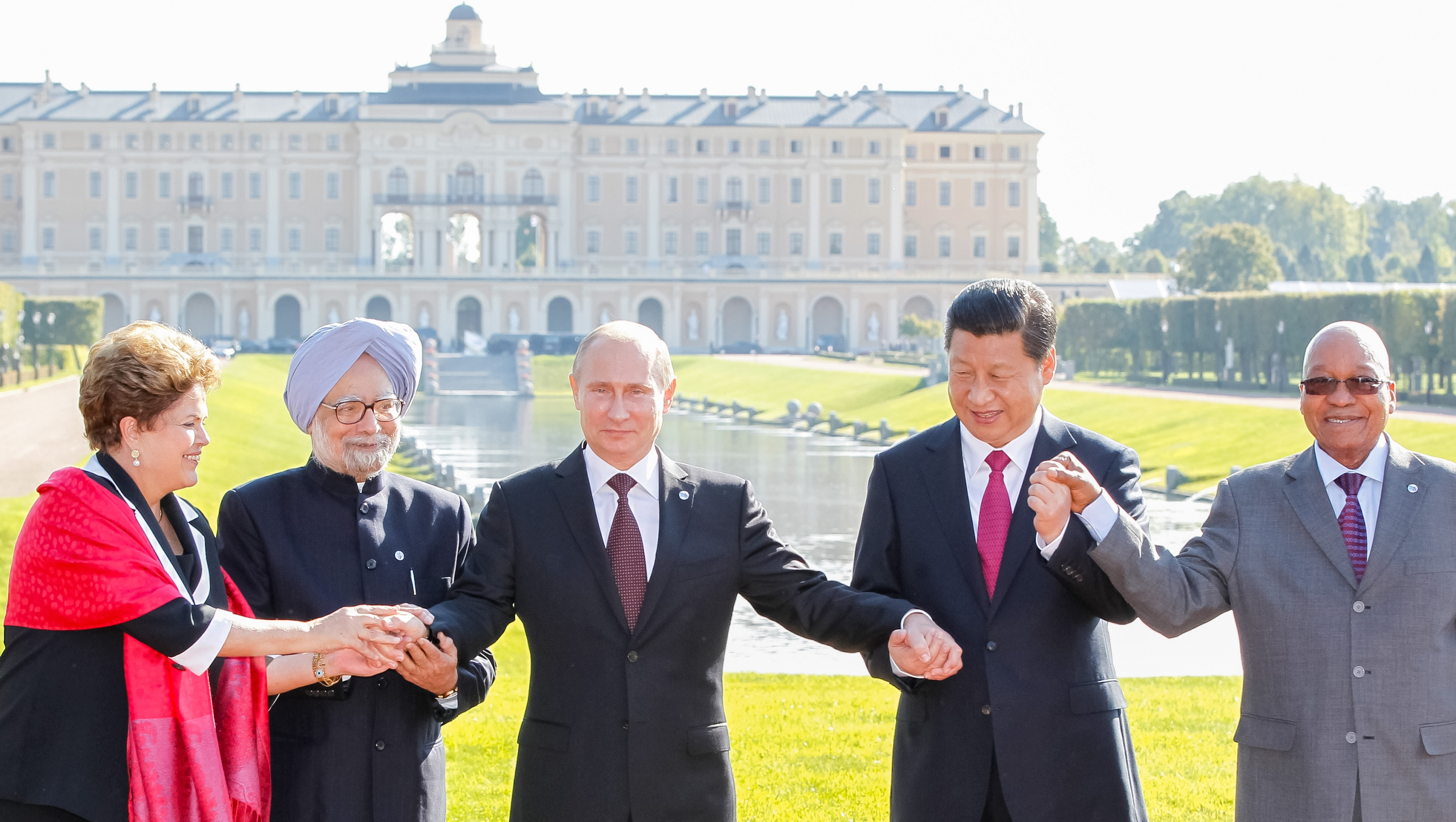
Vladimir Putin (ao centro) junto com os outros líderes dos BRICS, Dilma Rousseff, Manmohan Singh, Xi Jinping e Jacob Zuma (da esquerda para à direita), durante a 8.ª reunião de cúpula do G20, em São Petersburgo, Rússia

O'Neill, expressou surpresa quando a África do Sul se juntou ao BRIC, "já que a economia da África do Sul é um quarto do tamanho da economia da Rússia (a nação com o menor poder econômico do BRIC)". Ele acreditava que o potencial estava lá, mas não previa a inclusão da África do Sul já nesta fase. Martyn Davies, um perito no mercado emergente sul-africano, argumentou "que a decisão de convidar a África do Sul fazia pouco sentido comercial, mas foi politicamente astuta, dadas as tentativas da China em estabelecer uma presença na África. Além disso, a inclusão da África do Sul no BRICS pode traduzir-se a um maior apoio Sul-Africano para a China em fóruns globais."
As credenciais africanas são importantes geopoliticamente, pois dão aos BRICS a oportunidade de influenciar e comercializar em quatro continentes diferentes. A adição da África do Sul é uma hábil jogada política que reforça ainda mais o poder dos BRICS e de seu estatuto. Na redação original, que cunhou o termo, o Goldman Sachs não argumentava que os BRICS teriam se organizado em um bloco econômico, ou uma associação comercial formal que este movimento significa.

### Desenvolvimento institucional

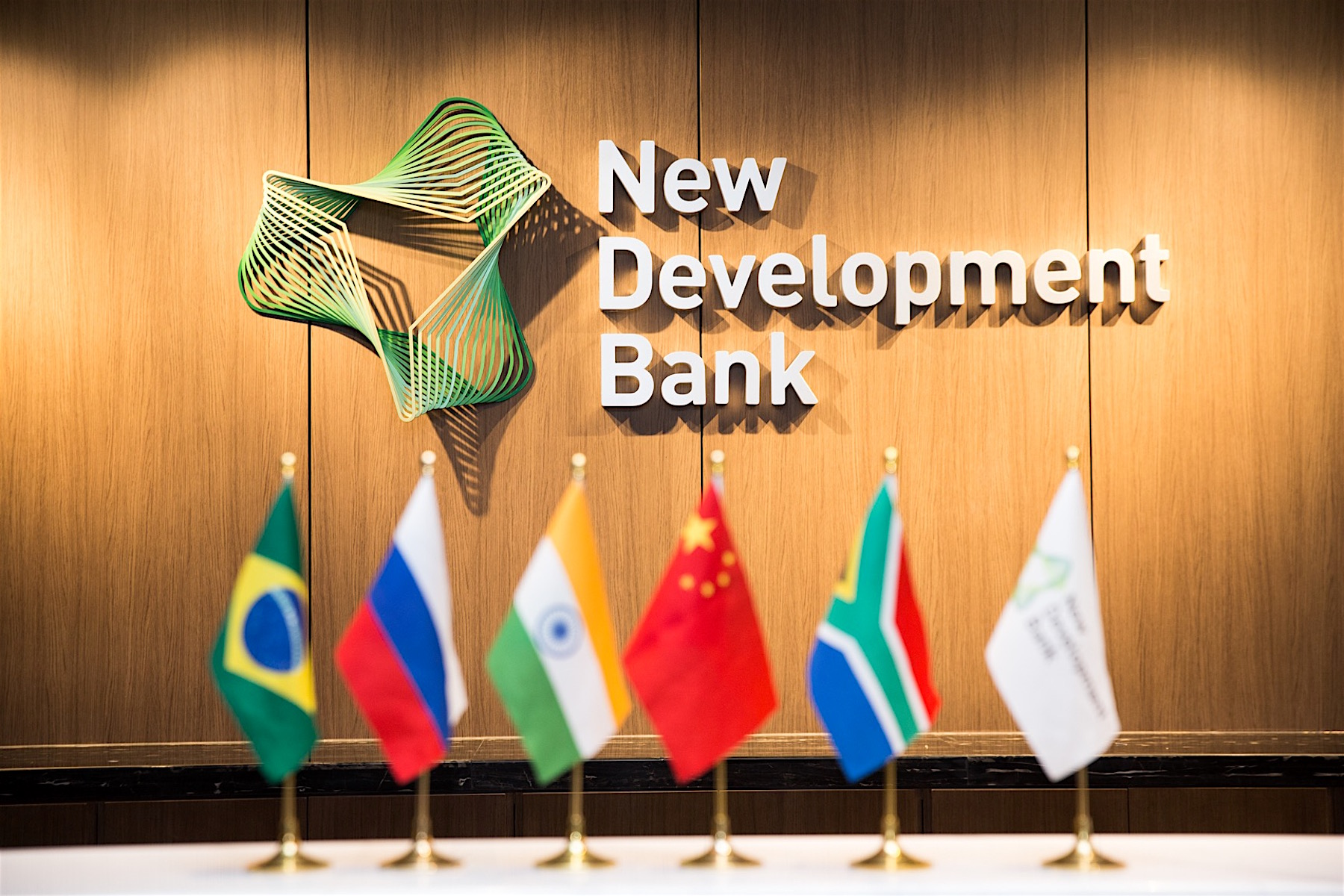
Novo Banco de Desenvolvimento do BRICS

O Fórum BRICS, uma iniciativa internacional independente que incentiva a cooperação comercial, política e cultural entre as nações BRICS, foi formado em 2011. Em junho de 2012, as nações BRICS comprometeram-se a fornecer US$ 75 bilhões para aumentar o poder de empréstimo do Fundo Monetário Internacional (FMI). No entanto, esse empréstimo estava condicionado a reformas no sistema de votação do FMI. No final de março de 2013, durante a quinta cúpula do BRICS em Durban, África do Sul, os países membros concordaram em criar uma instituição financeira global destinada a cooperar com o FMI e o Banco Mundial, dominados pelo Ocidente. Após a cúpula, o BRICS afirmou que planejava finalizar os acordos para este Novo Banco de Desenvolvimento até 2014. No entanto, disputas relacionadas à distribuição dos encargos e à localização retardaram os acordos.
Na reunião de líderes do BRICS em São Petersburgo em setembro de 2013, a China se comprometeu a contribuir com US$ 41 bilhões para o fundo; Brasil, Índia e Rússia contribuíram com US$ 18 bilhões cada; e a África do Sul com US$ 5 bilhões. Um oficial do BRICS afirmou que a China, que possui as maiores reservas internacionais em moeda estrangeira e contribui com a maior parte do fundo, deseja ter um papel de gestão mais significativo e também quer que a reserva seja sediada na China. "Brasil e Índia querem que o capital inicial seja compartilhado igualmente. Sabemos que a China quer mais", disse um oficial brasileiro. "No entanto, ainda estamos negociando, ainda não há tensões surgindo". Em 11 de outubro de 2013, o Ministro das Finanças da Rússia, Anton Siluanov, afirmou que a criação de um fundo de US$ 100 bilhões para estabilizar os mercados de moeda seria feita no início de 2014. O Ministro das Finanças do Brasil, Guido Mantega, afirmou que o fundo seria criado até março de 2014. No entanto, em abril de 2014, o fundo de reserva de moeda e o banco de desenvolvimento ainda não haviam sido estabelecidos e a data foi remarcada para 2015. Um dos motivadores para a criação do banco de desenvolvimento do BRICS é que as instituições existentes beneficiam principalmente as empresas de fora dos países BRICS e sua importância política é notável porque permite que os estados membros do BRICS "promovam seus interesses no exterior... e pode destacar as posições fortalecidas dos países cujas opiniões são frequentemente ignoradas por seus colegas desenvolvidos americanos e europeus".
Em março de 2014, em uma reunião à margem da Cúpula de Segurança Nuclear em Haia, os Ministros das Relações Exteriores do BRICS emitiram uma declaração que "notou com preocupação a recente declaração da mídia sobre a próxima Cúpula do G20 a ser realizada em Brisbane em novembro de 2014. A custódia do G20 pertence a todos os Estados Membros igualmente, e nenhum Estado Membro pode determinar unilateralmente sua natureza e caráter." Diante das tensões em torno da anexação da Crimeia ucraniana pela Rússia, os Ministros observaram que "A escalada de linguagem hostil, sanções e contras sanções, e a força não contribuem para uma solução sustentável e pacífica, de acordo com o direito internacional, incluindo os princípios e propósitos da Carta das Nações Unidas". Isso foi em resposta à declaração da então Ministra das Relações Exteriores da Austrália, Julie Bishop, que havia dito anteriormente que o presidente russo Vladimir Putin poderia ser impedido de participar da Cúpula do G20 em Brisbane.
Durante o fim de semana de 13 de julho de 2014, quando a final da Copa do Mundo FIFA foi realizada, e em preparação para a cúpula do BRICS em Fortaleza, Putin se encontrou com a presidente Dilma Rousseff para discutir o banco de desenvolvimento do BRICS e assinar alguns outros acordos bilaterais sobre defesa aérea, gás e educação. Rousseff afirmou que os países BRICS "estão entre os maiores do mundo e não podem se contentar, no meio do século XXI, com qualquer tipo de dependência". A cúpula de Fortaleza foi seguida por uma reunião do BRICS com os presidentes da União de Nações Sul-Americanas em Brasília, onde o banco de desenvolvimento e o fundo monetário foram introduzidos. O banco de desenvolvimento terá um capital de US$ 50 bilhões, com cada país contribuindo com US$ 10 bilhões, enquanto o fundo monetário terá US$ 100 bilhões à sua disposição.
Em 15 de julho, no primeiro dia da sexta cúpula do BRICS em Fortaleza, Brasil, o grupo de economias emergentes assinou o esperado documento para criar o Banco de Desenvolvimento do Novo (anteriormente conhecido como "Banco de Desenvolvimento do BRICS") de US$ 100 bilhões e uma reserva de moeda no valor de mais de outros US$ 100 bilhões. Também foram assinados documentos de cooperação entre as agências de crédito à exportação do BRICS e um acordo de cooperação em inovação.
No final de outubro de 2014, o Brasil reduziu suas holdings de títulos do governo dos Estados Unidos para US$ 261,7 bilhões; a Índia, US$ 77,5 bilhões; a China, US$ 1,25 trilhão; a África do Sul, US$ 10,3 bilhões.
Em março de 2015, o Morgan Stanley afirmou que a Índia e a Indonésia haviam escapado do grupo chamado de 'fragile five' (os cinco principais mercados emergentes com moedas mais frágeis) ao instituírem reformas econômicas. Anteriormente, em agosto de 2013, o Morgan Stanley classificou a Índia e a Indonésia, juntamente com o Brasil, Turquia e África do Sul, como o 'fragile five' devido às suas moedas vulneráveis. Mas desde então, a Índia e a Indonésia reformaram suas economias, completando 85% e 65% dos ajustes necessários, respectivamente, enquanto o Brasil alcançou apenas 15%, a Turquia apenas 10% e a África do Sul ainda menos.
Após a cúpula de 2015, os ministros de comunicações dos respectivos países, sob uma proposta russa, tiveram uma primeira cúpula para seus ministérios em Moscou, em outubro, onde o ministro anfitrião, Nikolai Nikiforov, propôs uma iniciativa para fortalecer ainda mais seus setores de tecnologia da informação e desafiar o monopólio dos Estados Unidos no setor.[carece de fontes?]
Desde 2012, o grupo de países BRICS vem planejando um sistema de cabo submarino de comunicações de fibra óptica para transportar telecomunicações entre os países BRICS, conhecido como BRICS Cable. Parte da motivação para o projeto foi a espionagem da Agência de Segurança Nacional dos Estados Unidos em todas as telecomunicações que fluíam para dentro e fora do território dos Estados Unidos. Até 2023, a construção da rede de cabos proposta ainda não havia começado.
Em agosto de 2019, os ministros de comunicações dos países BRICS assinaram uma carta de intenções para cooperar no setor de Tecnologia da Informação e Comunicação. Este acordo foi assinado na quinta edição da reunião dos ministros de comunicação dos países membros do grupo realizada em Brasília, Brasil.[carece de fontes?]

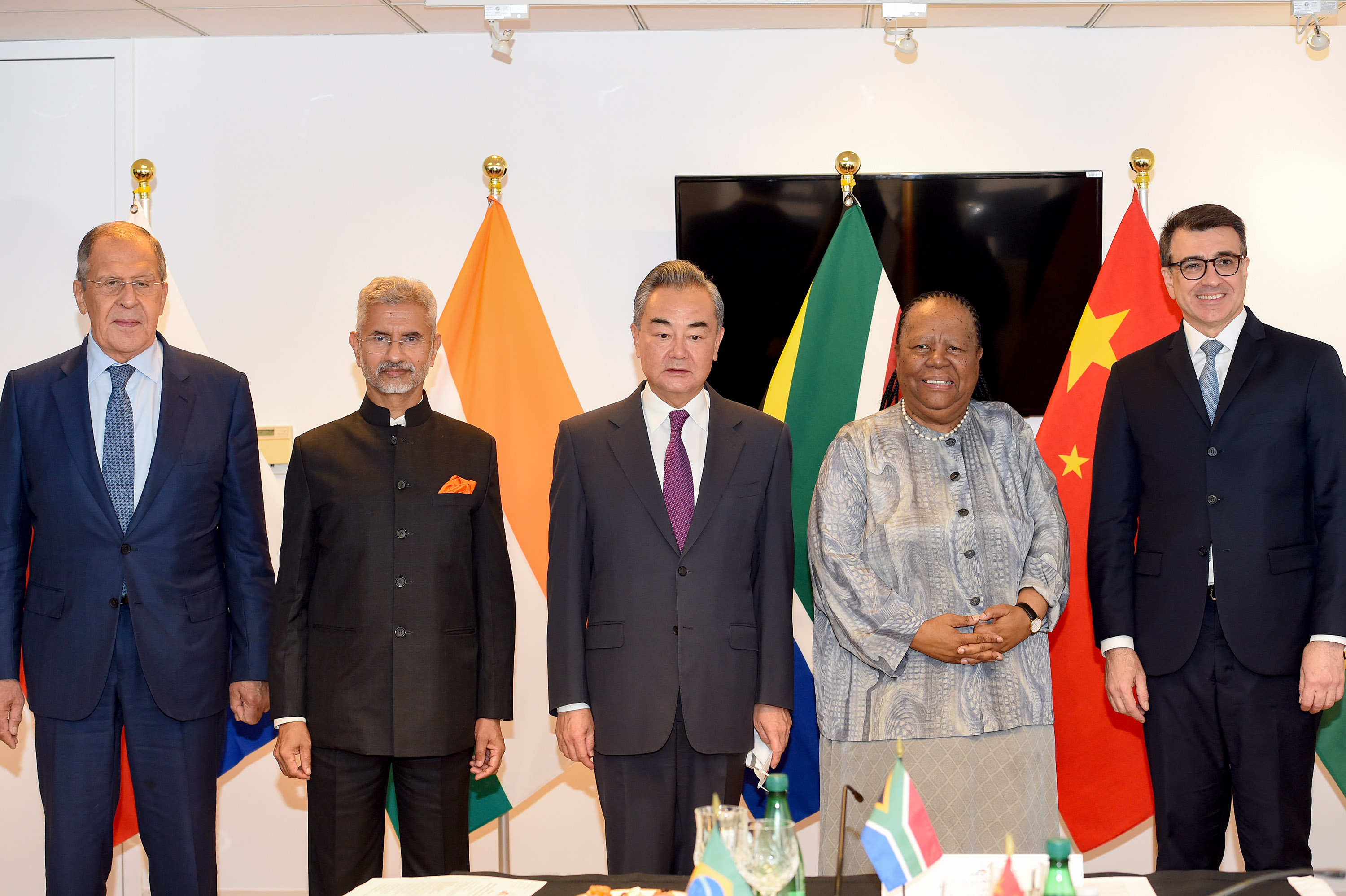
Ministros dos BRICS em setembro de 2022

O Novo Banco de Desenvolvimento, localizado na China, planeja fornecer US$ 15 bilhões aos países membros para ajudar suas economias em dificuldades. Os países membros esperam uma recuperação suave e a continuação do comércio econômico pré-COVID-19. A cúpula BRICS de 2020 foi realizada virtualmente em São Petersburgo, Rússia, e discutiu como lidar com a pandemia COVID-19 e como reformar o sistema multilateral por meio de reformas. A taxa de aceitação da vacina COVID-19 foi mista na comunidade BRICS, com as populações da China, Índia e África do Sul mais dispostas a tomar a vacina e as populações do Brasil e Rússia menos dispostas. Durante a 13ª cúpula BRICS, em 2021, o primeiro-ministro indiano Narendra Modi pediu uma investigação transparente sobre as origens da COVID-19 sob a Organização Mundial da Saúde com a cooperação total de "todos os países", e o líder chinês Xi Jinping falou diretamente em seguida, pedindo aos países BRICS para "oporem-se à politização" do processo.
Desde 2011, os Institutos Nacionais de Estatística dos países do grupo BRICS (IBGE, Rosstat, o Escritório Nacional de Estatísticas da China, o Escritório Central de Estatísticas (Índia) e Estatísticas da África do Sul) produzem uma publicação estatística conjunta anual para colocar a produção estatística em perspectiva, comparar metodologias adotadas e resultados estatísticos. A publicação serve como uma plataforma única de dados para benefício mútuo dos países participantes.

### Novas admissões de membros

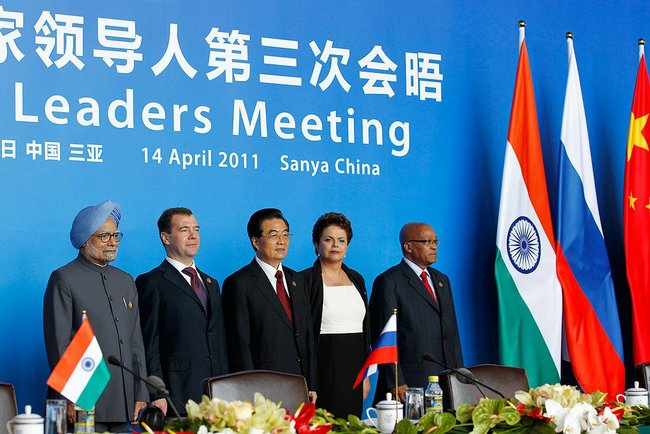
Os líderes do BRICS em 2011

Estados-Membros
Ingressaram em 1º de janeiro de 2024
Candidatos
Manifestou interesse em ingressar
Sem relação com o BRICS
Países que saíram do bloco

Desde que a África do Sul se juntou em 2010 ao grupo BRIC (desde então BRICS), as discussões sobre a expansão e entrada de novos países membros foram pouco abordadas até o início da década de 2020; após essa data, líderes e diplomatas de alto escalão das nações fundadoras iniciaram discussões para a expansão do grupo.
Nessa década, a Argentina e o Irã manifestaram interesse em ingressar no agrupamento. Ambos expressaram sua intenção de aderir ao BRICS durante reuniões com altos funcionários chineses, ao longo do verão de 2022. Pequim apoiou a potencial adesão da Argentina após uma reunião entre o Ministro das Relações Exteriores argentino Santiago Cafiero e o Conselheiro de Estado e Ministro das Relações Exteriores da China, Wang Yi, à margem da Cúpula do G20 na Indonésia. A China mais uma vez reiterou o apoio à potencial candidatura da Argentina durante uma reunião subsequente entre Cafiero e Yi, à margem da 77.ª Assembleia Geral da ONU. Da mesma forma, entende-se que Rússia, Índia e Brasil também apoiam a candidatura da Argentina. O Irã também apresentou um pedido em junho de 2022 às autoridades chinesas para se juntar à associação econômica de mercados emergentes. As relações entre Irã, China e Rússia se aqueceram nos meses anteriores à cúpula de 2023, já que os três governos buscam novos aliados contra a crescente oposição ocidental.
Em 16 de março de 2023, a Rússia anunciou que apoiava a candidatura da Argélia para ingressar no BRICS. Duas semanas depois, a China também declarou apoiar a candidatura da Argélia.
Antes da cúpula do BRICS, a Ministra das Relações Exteriores da África do Sul, Naledi Pandor, afirmou que doze países estariam interessados em ingressar na iniciativa. Dos doze, ela mencionou especificamente sete países, sendo eles Arábia Saudita, Emirados Árabes Unidos, Egito, Argélia, Argentina, México e Nigéria. Em 14 de junho de 2023, o embaixador da Rússia no Egito anunciou que o Egito havia apresentado um pedido para ingressar no BRICS. Pandor também afirmou que as discussões sobre adesão serão tratadas na cúpula de 2023.
Em julho de 2023, o enviado da África do Sul ao BRICS anunciou que mais de 40 países manifestaram interesse em ingressar no BRICS. No dia 1 de agosto, o Presidente da Venezuela, Nicolás Maduro, anunciou que o país enviou formalmente sua candidatura, o Brasil também demonstrou apoio às candidaturas da Venezuela e de outros países, tais como Argentina, Emirados Árabes Unidos e Arábia Saudita.
Durante a 15.ª Cúpula do Brics, em 24 de agosto de 2023, foi anunciada a candidatura de seis novos países para ingressar no BRICS. Os países ingressantes foram: Argentina, Arábia Saudita, Egito, Emirados Árabes Unidos, Etiópia e Irã. A decisão foi tomada ao final de três dias de reuniões em Joanesburgo.
No dia 30 de novembro de 2023, alguns dias antes da posse do governo de Javier Milei, Diana Mondino, a então futura ministra das Relações Exteriores da Argentina, confirmou que a Argentina rejeitou o convite para participar do grupo.
Um total de 14 países solicitaram formalmente a adesão ao BRICS, listados a seguir: Argélia, Barém, Bangladesh, Bielorrússia, Bolívia, Cazaquistão, Cuba, Honduras, Kuwait, Palestina, Senegal, Tailândia, Venezuela, Vietnã. Além disso, Afeganistão, Angola, Comores, Gabão, Guiné-Bissau, Nicarágua, Paquistão, República Democrática do Congo, Sudão, Síria, Tunísia, Turquia, Uganda e Zimbábue manifestaram interesse em aderir ao BRICS. Apesar dos rumores de que estaria interessado em aderir ao grupo, o governo do Marrocos desmentiu qualquer tipo de negociação para fazer parte.[carece de fontes?]
Em janeiro de 2024, a Arábia Saudita comunicou que o pedido de adesão ao BRICS ainda estava em análise e que o país ainda não havia ingressado no bloco juntamente com os novos integrantes no início do ano. Especialistas afirmam que a demora na entrada do país se deve à guerra entre Israel e Hamas, que é apoiado pelo Irã, o qual ingressou no BRICS no início do ano.
A Indonésia tornou-se oficialmente o 9º membro do Brics em 6 de janeiro de 2025. Cabe notar, entretanto, a candidatura do país asiático recebeu o aval dos integrantes do bloco em agosto de 2023, durante a Cúpula de Joanesburgo, na África do Sul. Ainda de acordo com uma nota de imprensa expedida pelo Ministério das Relações Exteriores do Brasil, na sequência do anúncio, se revelou que os países do Brics aprovaram o ingresso da Indonésia por consenso, “em consonância com os princípios orientadores, critérios e procedimentos da expansão do quadro de membros acordados em Joanesburgo”.

## Países-membros
Não existe um processo formal de candidatura para ingressar no BRICS, mas qualquer governo interessado deve receber o apoio unânime de todos os membros existentes do BRICS para receber um convite.
Bangladesh, Egito, os Emirados Árabes Unidos e Uruguai são membros do Novo Banco de Desenvolvimento do BRICS.
| País                   | Líder             | Líder                      | Ministro das Finanças     | Presidente do Banco Central | PIB (nominal·PPC) milhões de USD | PIB (nominal·PPC) milhões de USD | PIB per capita (nominal·PPC) USD | PIB per capita (nominal·PPC) USD | Moeda oficial   | IDH   | População     | Ano de entrada |
| ---------------------- | ----------------- | -------------------------- | ------------------------- | --------------------------- | -------------------------------- | -------------------------------- | -------------------------------- | -------------------------------- | --------------- | ----- | ------------- | -------------- |
| Brasil                 | Presidente        | Luiz Inácio Lula da Silva  | Fernando Haddad           | Gabriel Galípolo            | 2 423 518                        | 2 881 677                        | 13 471                           | 20 289                           | Real brasileiro | 0,786 | 203 062 512   | 2006           |
| Rússia                 | Presidente        | Vladimir Putin             | Anton Siluanov            | Elvira Nabiullina           | 1 476 912                        | 2 218 764                        | 10 521                           | 15 807                           | Rublo russo     | 0,832 | 148 221 749   | 2006           |
| Índia                  | Primeiro-ministro | Narendra Modi              | Arun Jaitley              | Urjit Patel                 | 1 430 020                        | 4 001 103                        | 1 176                            | 3 290                            | Rupia indiana   | 0,685 | 1 429 921 746 | 2006           |
| China                  | Presidente        | Xi Jinping                 | Jin Renqing               | Zhou Xiaochuan              | 5 878 257                        | 10 085 708                       | 4 382                            | 7 518                            | Renminbi        | 0,797 | 1 426 391 281 | 2006           |
| África do Sul          | Presidente        | Cyril Ramaphosa            | Pravin Gordhan            | Lesetja Kganyago            | 354 414                          | 524 341                          | 7 101                            | 10 505                           | Rand            | 0,741 | 59 308 690    | 2010           |
| Egito                  | Presidente        | Abdul Fatah Khalil Al-Sisi | Mohamed Maait             |                             |                                  |                                  |                                  |                                  | Libra egípcia   | 0,754 | 105 231 000   | 2024           |
| Emirados Árabes Unidos | Emir-Presidente   | Maomé bin Zayed Al Nahyan  | Obaid bin Humaid Al Tayer | Mubarak Rashed Al Mansoori  |                                  |                                  |                                  |                                  | Dirrã           | 0,940 | 4 106 427     | 2024           |
| Etiópia                | Presidente        | Taye Atske Selassie        | Ahmed Shide               |                             |                                  |                                  |                                  |                                  | Birr etíope     | 0,497 | 105 163 988   | 2024           |
| Irã                    | Líder Supremo     | Ali Khamenei               | Ehsan Khandouzi           |                             |                                  |                                  |                                  |                                  | Rial iraniano   | 0,799 | 79 011 700    | 2024           |
| Indonésia              | Presidente        | Prabowo Subianto           | Sri Mulyani               | Perry Warjiyo               |                                  |                                  |                                  |                                  | Rupia indonésia | 0,728 | 275 500 000   | 2025           |

### Estatísticas
A tabela a seguir contém a posição de cada um dos dez países integrantes do BRICS até 2023 em relação aos demais países do mundo, considerando algumas variáveis selecionadas. A melhor colocação, no grupo, é destacada em negrito.
| Variável               | Área | População | PIB (PPC) | PIB nominal | Índice de Desenvolvimento Humano | Balança comercial | Exportações | Importações | Produção de petróleo | Liberdade econômica | Consumo de eletricidade | Automóvel per capita |
| ---------------------- | ---- | --------- | --------- | ----------- | -------------------------------- | ----------------- | ----------- | ----------- | -------------------- | ------------------- | ----------------------- | -------------------- |
| Brasil                 | 5º   | 7º        | 8º        | 8º          | 84º                              | 6º                | 25º         | 25º         | 6º                   | 133º                | 6º                      | 58º                  |
| Rússia                 | 1º   | 9º        | 6º        | 11º         | 64º                              | 3º                | 16º         | 31º         | 2º                   | 113º                | 4º                      | 66º                  |
| Índia                  | 7º   | 1°        | 3º        | 6º          | 130º                             | 214º              | 10º         | 8º          | 25º                  | 131º                | 3º                      | 152º                 |
| China                  | 3º   | 2°        | 1º        | 2º          | 78º                              | 1º                | 1º          | 2º          | 5º                   | 158º                | 1º                      | 97º                  |
| África do Sul          | 24º  | 23º       | 33º       | 41º         | 106º                             | 199º              | 40º         | 40º         | 87º                  | 112º                | 23º                     | 108º                 |
| Egito                  | 29º  | 14º       | 18º       | 38º         | 100º                             | 208º              | 62º         | 47º         | 27º                  | 152º                | 24º                     | 144º                 |
| Emirados Árabes Unidos | 117º | 96º       | 34º       | 31º         | 15º                              | 25º               | 11º         | 26º         | 7º                   | 24º                 | 31º                     | 75º                  |
| Etiópia                | 26º  | 13º       | 55º       | 60º         | 180º                             | 193º              | 112º        | 95º         | 117º                 | 150º                | 103º                    | 189º                 |
| Irã                    | 17º  | 19º       | 19º       | 42º         | 75º                              | 19º               | 52º         | 73º         | 8º                   | 170º                | 12º                     | 104º                 |
| Indonésia              | 14°  | 4°        | 8°        | 16º         | 113°                             | 17º               | 30°         | 32°         | 22°                  | 60°                 | 27°                     | 124°                 |

## Economia

PIB do G7 comparado com o BRICS na economia mundial

Entre 2003 e 2007, o crescimento dos quatro países representou 65% da expansão do produto interno bruto (PIB) mundial. Em paridade de poder de compra, os BRICs respondiam em 2003 por 9% do PIB mundial. Em 2009, a participação do grupo passou para 14%, Em 2010, o PIB somado dos cinco países do BRICs totalizou US$ 11 trilhões ou 18% da economia mundial. Considerando o PIB pela paridade de poder de compra, esse índice foi ainda maior: 19 trilhões de dólares ou 25%. O PIB dos BRICS em 2013 já superava o dos Estados Unidos ou o da União Europeia. Em 2017 foi de 23%, correspondente a 50% do crescimento econômico mundial. Com a entrada dos novos países, o BRICS passou a corresponder a 30% da economia mundial e 48,5% da população do planeta.
| País                  | Brasil      | Rússia      | Índia        | China        | África do Sul |
| --------------------- | ----------- | ----------- | ------------ | ------------ | ------------- |
| PIB em trilhões (US$) | 3 388(2017) | 4 168(2017) | 10 385(2017) | 25 238(2017) | 0,794(2017)   |

## Arquitetura financeira
Atualmente, existem dois componentes que compõem a arquitetura financeira do BRICS, a saber, o Novo Banco de Desenvolvimento (NBD), às vezes referido como Banco de Desenvolvimento do BRICS, e o Arranjo Contingente de Reservas (ACR). Ambos esses componentes foram assinados em tratado em 2014 e entraram em vigor em 2015.

### Novo Banco de Desenvolvimento

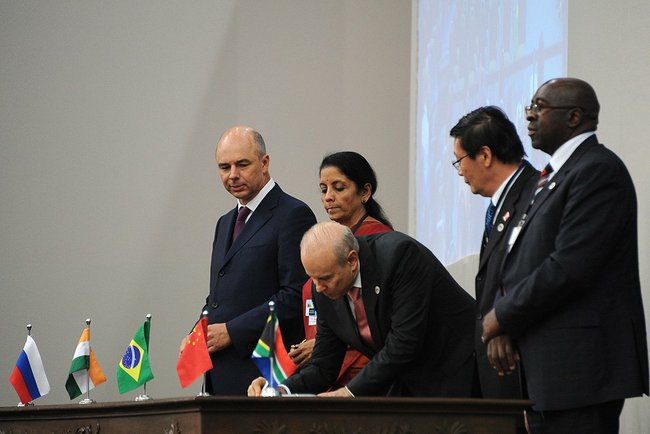
O Novo Banco de Desenvolvimento (NBD) e o Acordo de Reservas Contingentes (ACR) foram assinados em tratado durante a cúpula do BRICS em 2014, realizada no Brasil

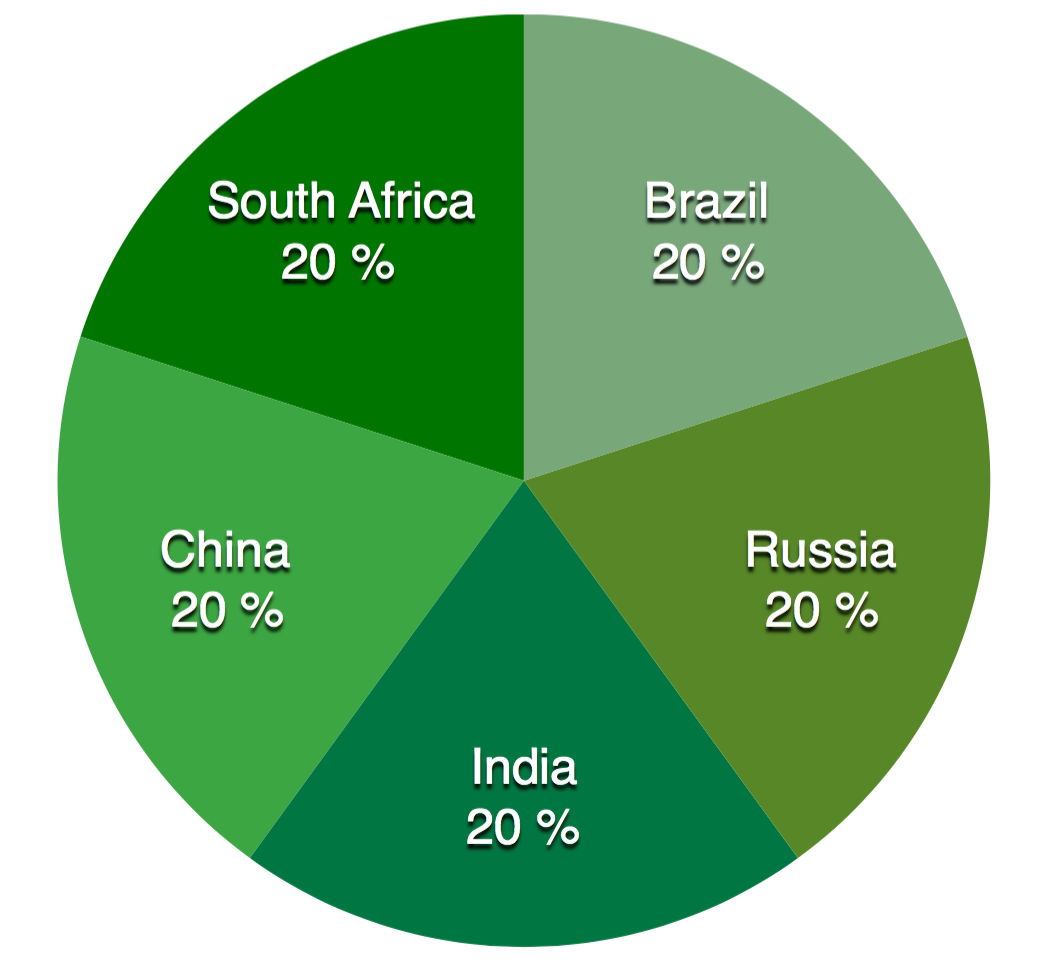
Distribuição igualitária de ações entre os acionistas do NDB (antes de 2023)

O Novo Banco de Desenvolvimento (NBD), formalmente referido como Banco de Desenvolvimento do BRICS, é um banco multilateral de desenvolvimento operado pelos cinco países do BRICS. O principal foco de empréstimos do banco o financiamento de projetos de infraestrutura e desenvolvimento em países pobres e emergentes com empréstimos autorizados de até 34 bilhões de dólares anualmente. O capital inicial do banco foi de 50 bilhões de dólares (podendo chegar a 100 bilhões de dólares, posteriormente), valor integralizado pelos cinco países em partes iguais, em até sete anos (isto é, 10 bilhões de dólares cada). Até o momento, há 53 projetos em andamento no valor de cerca de 15 bilhões de dólares.
Em 15 de julho de 2014, durante a sexta cúpula do BRICS, em Fortaleza, Ceará, os presidentes de Brasil, Rússia, Índia, China e África do Sul assinaram um acordo, oficializando a criação do Novo Banco de Desenvolvimento (NBD, em inglês New Development Bank, NDB), também referido como "banco dos BRICS". O acordo foi firmado pela então presidente do Brasil, Dilma Rousseff, pelo premiê indiano, Narendra Modi, pelos presidentes da Rússia, Vladimir Putin, da China, Xi Jinping, e da África do Sul, Jacob Zuma.

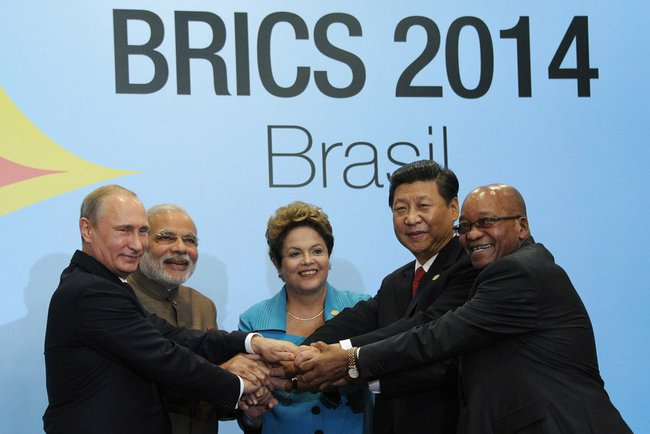
Putin, Modi, Rousseff, Xi e Zuma, líderes do BRICS, na 6.ª cúpula do grupo, em 2014

O banco dos BRICS tem sua sede em Xangai, na China, e começou a operar por meio de empréstimos em moeda chinesa. O acordo da distribuição inicial de cargos foi: um indiano como primeiro presidente, o presidente do Conselho de Administração do banco indicado pelo Brasil, o presidente do Conselho de Governadores nomeado pela Rússia e a África do Sul recebe a sede do Centro Regional Africano da instituição. O NBD deverá também impulsionar ainda mais o comércio entre os cinco componentes do grupo, que já movimenta cerca de 54 bilhões de dólares anuais.
Segundo a então presidente do Brasil, Dilma Rousseff, o novo banco deve representar uma alternativa "para as necessidades de financiamento de infraestrutura nos países em desenvolvimento, compreendendo e compensando a insuficiência de crédito das principais instituições financeiras internacionais", que são o Fundo Monetário Internacional (FMI) e o Banco Mundial, instituições criadas em 1945, pelos Acordos de Bretton Woods. Essas instituições têm sido consideradas, pelos países emergentes, como pouco representativas dos seus interesses.
Entre 2021, Bangladesh, Emirados Árabes Unidos e Uruguai foram adicionados como novos membros do Novo Banco de Desenvolvimento do BRICS (NBD).

### Acordo de Reserva Contingente
O Acordo Contingente de Reservas do BRICS (ACR) é um mecanismo destinado a fornecer proteção contra pressões globais de liquidez. Os líderes durante a sexta cúpula do BRICS decidiram criar um fundo de reserva de 100 bilhões de dólares destinado a corrigir eventuais desequilíbrios de balanço de pagamentos dos países signatários. Isso inclui questões de moeda, onde as moedas nacionais dos membros estão sendo afetadas adversamente por pressões financeiras globais. Desses 100 bilhões, 41 bilhões virão da China. O Brasil, a Rússia e a Índia contribuirão com 18 bilhões cada um e a África do Sul com 5 bilhões.
Foi constatado que economias emergentes que passaram por rápida liberalização econômica enfrentaram maior volatilidade econômica, criando um ambiente macroeconômico incerto. O ACR era geralmente visto como um concorrente do Fundo Monetário Internacional (FMI) e, juntamente com o Novo Banco de Desenvolvimento, era considerado um exemplo de aumento da cooperação Sul-Sul. A base jurídica era formada pelo Tratado para o Estabelecimento do Acordo Contingente de Reservas do BRICS, assinado em Fortaleza, Brasil, em 15 de julho de 2014. Com suas reuniões inaugurais do Conselho Governativo e do Comitê Permanente do ACR do BRICS, realizadas em 4 de setembro de 2015 em Ancara, Turquia, entrou em vigor após a ratificação por todos os Estados do BRICS, anunciada na 7.ª cúpula do BRICS em julho de 2015.

### Sistema de pagamento dos BRICS
Na cúpula do BRICS em 2015, na Federação Russa, ministros dos países do BRICS iniciaram consultas para um sistema de pagamento que seria uma alternativa ao sistema SWIFT (Society for Worldwide Interbank Financial Telecommunication). O vice-ministro das Relações Exteriores da Rússia, Sergey Ryabkov, declarou em uma entrevista: "Os ministros das Finanças e executivos dos bancos centrais dos países do BRICS estão negociando... criando sistemas de pagamento e passando a realizar liquidações em moedas nacionais. Seja com o SWIFT ou não, em qualquer caso, estamos falando de um sistema global de pagamento multilateral que proporcionaria maior independência e criaria uma garantia definitiva para o BRICS."[carece de fontes?]
O Banco Central da Rússia (CBR) também iniciou consultas com os países do BRICS para um sistema de pagamento que seria uma alternativa ao sistema SWIFT, enfatizando os benefícios de backup e redundância em caso de interrupções no sistema SWIFT. A Vice-Governadora do Banco Central da Rússia, Olga Skorobogatova, afirmou em uma entrevista: "O único tópico que pode interessar a todos nós dentro do BRICS é considerar e discutir a possibilidade de criar um sistema que seria aplicado aos países do BRICS, usado como backup."[carece de fontes?]
Além disso, a China também lançou o desenvolvimento de seu próprio sistema de pagamento alternativo ao SWIFT, chamado Cross-Border Inter-Bank Payments System (CIPS), que permite que instituições financeiras de todo o mundo enviem e recebam informações sobre transações financeiras em um ambiente seguro, padronizado e confiável. A Índia também possui seu próprio sistema alternativo, o Structured Financial Messaging System (SFMS), assim como a Rússia, que possui o Sistema de Transferência de Mensagens Financeiras (SPFS), e o Brasil, que tem o Pix.[carece de fontes?]

### Potencial moeda comum
Os países do BRICS provavelmente discutirão a viabilidade de uma nova moeda comum ou similar na cúpula do BRICS de 2023 na África do Sul. Segundo Mikatekiso Kubayi, especialista em BRICS, o comércio internacional justo e mais fácil, bem como uma grande redução nos custos das transações, seriam algumas das razões pelas quais os países poderiam formar uma união monetária. Joseph W. Sullivan, ex-conselheiro sênior da Casa Branca, escrevendo para a revista Foreign Policy, afirmou que "uma moeda emitida pelo BRICS seria diferente", pois seria composta por desafiantes à ordem internacional liderada pelo Ocidente, que "em termos de PIB, agora superam coletivamente não apenas o hegemonia reinante, os Estados Unidos, mas também todo o peso do G7 somado". Sullivan sustenta que o BRICS também estaria preparado para alcançar um nível de autossuficiência no comércio internacional que tem escapado a outras uniões monetárias, como a zona do euro, devido à diversidade geográfica de seus membros, o que possibilita uma ampla variedade de bens e serviços. O jornal estatal russo RT News indicou que a moeda será lastreada em ouro e que seria anunciada na cúpula de 2023.
Em meio ao tema econômico e à admissão de novos países ao agrupamento, o político britânico Jim O'Neill disse que os novos membros devem ter populações de pelo menos 100 milhões para enfrentar a dominância do dólar americano.

## Estrutura institucional
A estrutura do BRICS compreende uma presidência pro tempore que organiza as cúpulas com as lideranças nacionais e outras atividades da coalizão. Assim, a cada ano, a cúpula elege um dos chefes de Estado dos países integrantes, para ocupar o cargo de Presidente Pro Tempore do BRICS, que é o mandatário do país que sedia o encontro. Em 2019, por exemplo, a presidência pro tempore foi exercida pelo Brasil.

### Reuniões de cúpula
| Cúpula               | Participantes | Data                        | País anfitrião | Líder anfitrião           | Localização              |
| -------------------- | ------------- | --------------------------- | -------------- | ------------------------- | ------------------------ |
| 1.ª Cúpula do BRIC   | BRIC          | 16 junho de 2009            | Rússia         | Dmitri Medvedev           | Ecaterimburgo            |
| 2.ª Cúpula do BRIC   | BRIC          | 15 de abril de 2010         | Brasil         | Luiz Inácio Lula da Silva | Brasília                 |
| 3.ª Cúpula do BRICS  | BRICS         | 14 de abril de 2011         | China          | Hu Jintao                 | Sanya                    |
| 4.ª Cúpula do BRICS  | BRICS         | 29 de março de 2012         | Índia          | Manmohan Singh            | Nova Déli                |
| 5.ª Cúpula do BRICS  | BRICS         | 26 de março de 2013         | África do Sul  | Jacob Zuma                | Durban                   |
| 6.ª Cúpula do BRICS  | BRICS         | 15 de julho de 2014         | Brasil         | Dilma Rousseff            | Fortaleza                |
| 7.ª Cúpula do BRICS  | BRICS         | 9 de julho de 2015          | Rússia         | Vladimir Putin            | Ufa                      |
| 8.ª Cúpula do BRICS  | BRICS         | 16 de outubro de 2016       | Índia          | Narendra Modi             | Goa                      |
| 9.ª Cúpula do BRICS  | BRICS         | 5 de setembro de 2017       | China          | Xi Jinping                | Xiamen                   |
| 10.ª Cúpula do BRICS | BRICS         | 26 de julho de 2018         | África do Sul  | Cyril Ramaphosa           | Joanesburgo              |
| 11.ª Cúpula do BRICS | BRICS         | 13 a 14 de novembro de 2019 | Brasil         | Jair Bolsonaro            | Brasília                 |
| 12.ª Cúpula do BRICS | BRICS         | 17 de novembro de 2020      | Rússia         | Vladimir Putin            | São Petesburgo (virtual) |
| 13.ª Cúpula do BRICS | BRICS         | 9 de setembro de 2021       | Índia          | Narendra Modi             | Nova Delhi (virtual)     |
| 14.ª Cúpula do BRICS | BRICS         | 23 e 24 de junho de 2022    | China          | Xi Jinping                | Pequim (virtual)         |
| 15.ª Cúpula do BRICS | BRICS         | 22 a 24 de agosto de 2023   | África do Sul  | Cyril Ramaphosa           | Joanesburgo              |
| 16.ª Cúpula do BRICS | BRICS         | 22 a 24 de outubro de 2024  | Rússia         | Vladimir Putin            | Kazan                    |
| 17.ª Cúpula do BRICS | BRICS         | 6 a 7 de julho 2025         | Brasil         | Luiz Inácio Lula da Silva | Rio de Janeiro           |

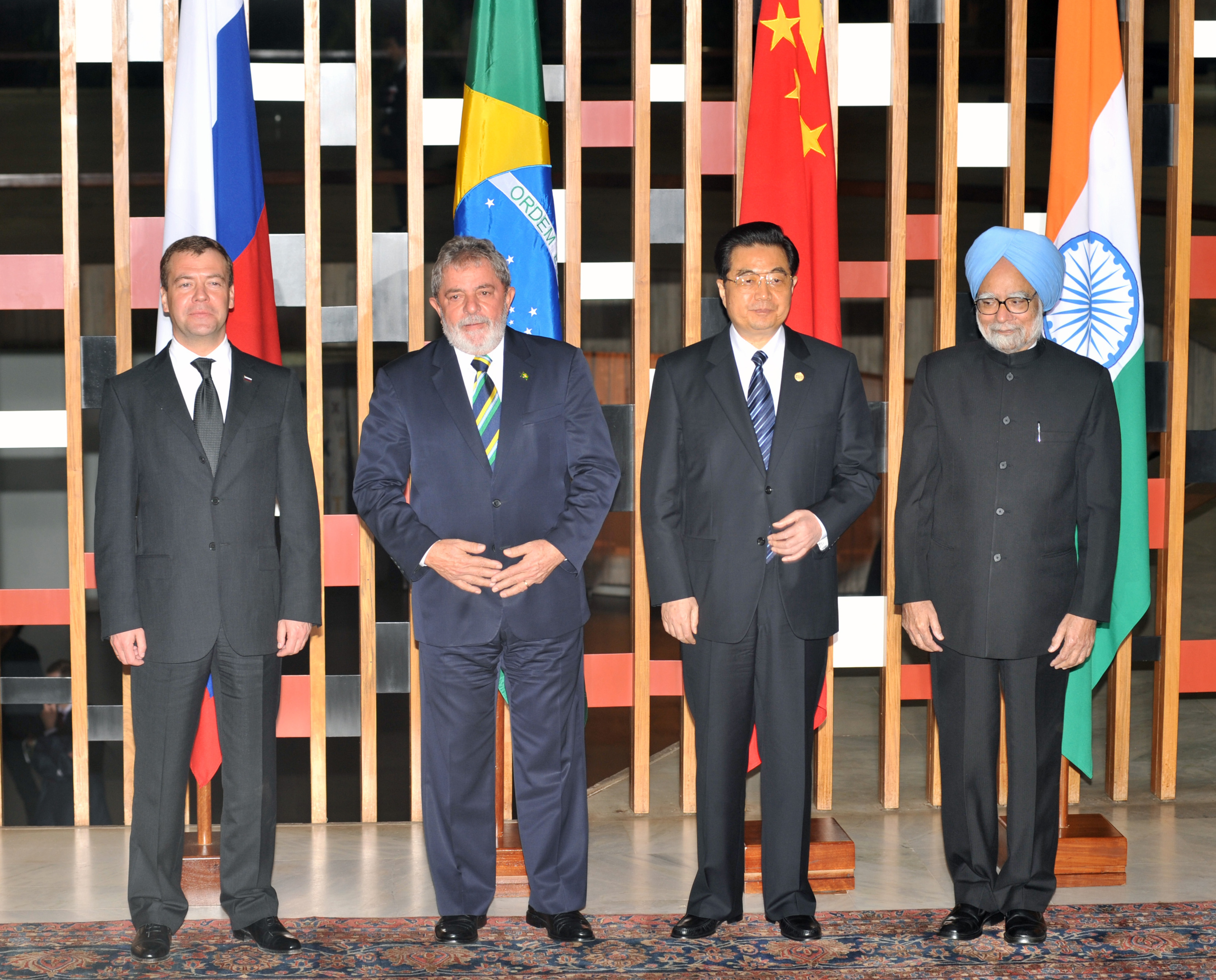
2.ª Cúpula do BRIC (2010)

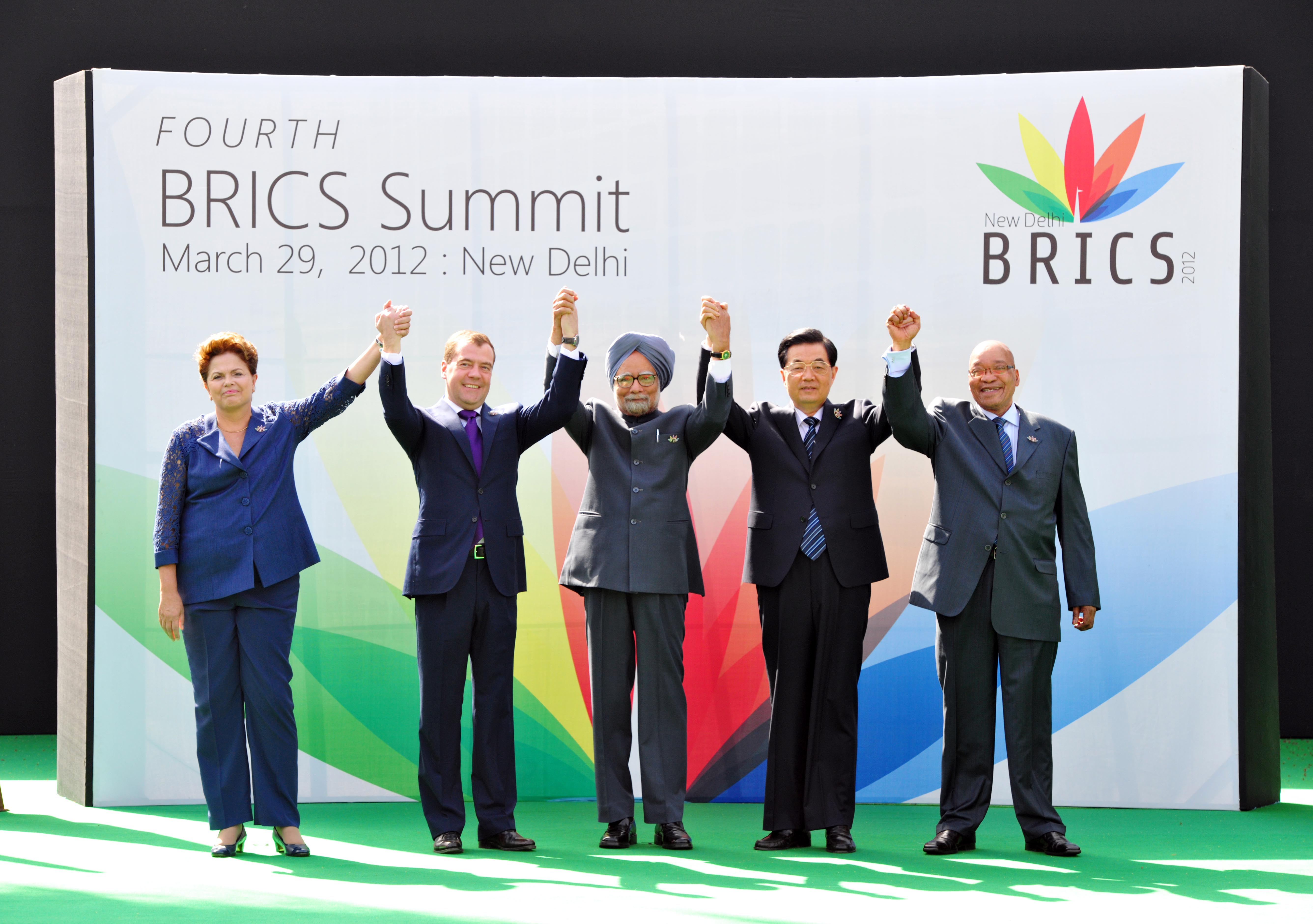
4.ª Cúpula do BRICS (2012)

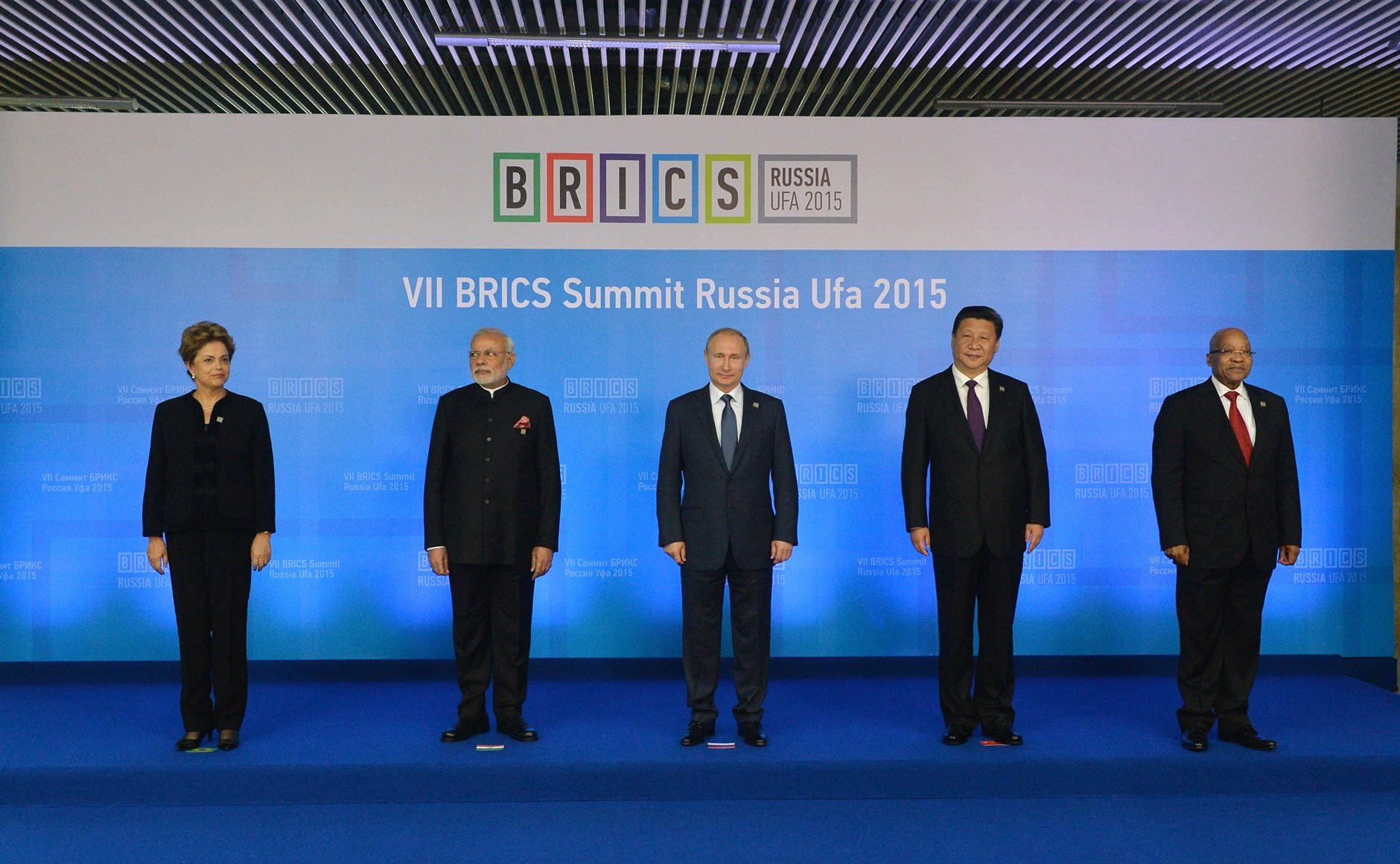
7.ª Cúpula do BRICS (2015)

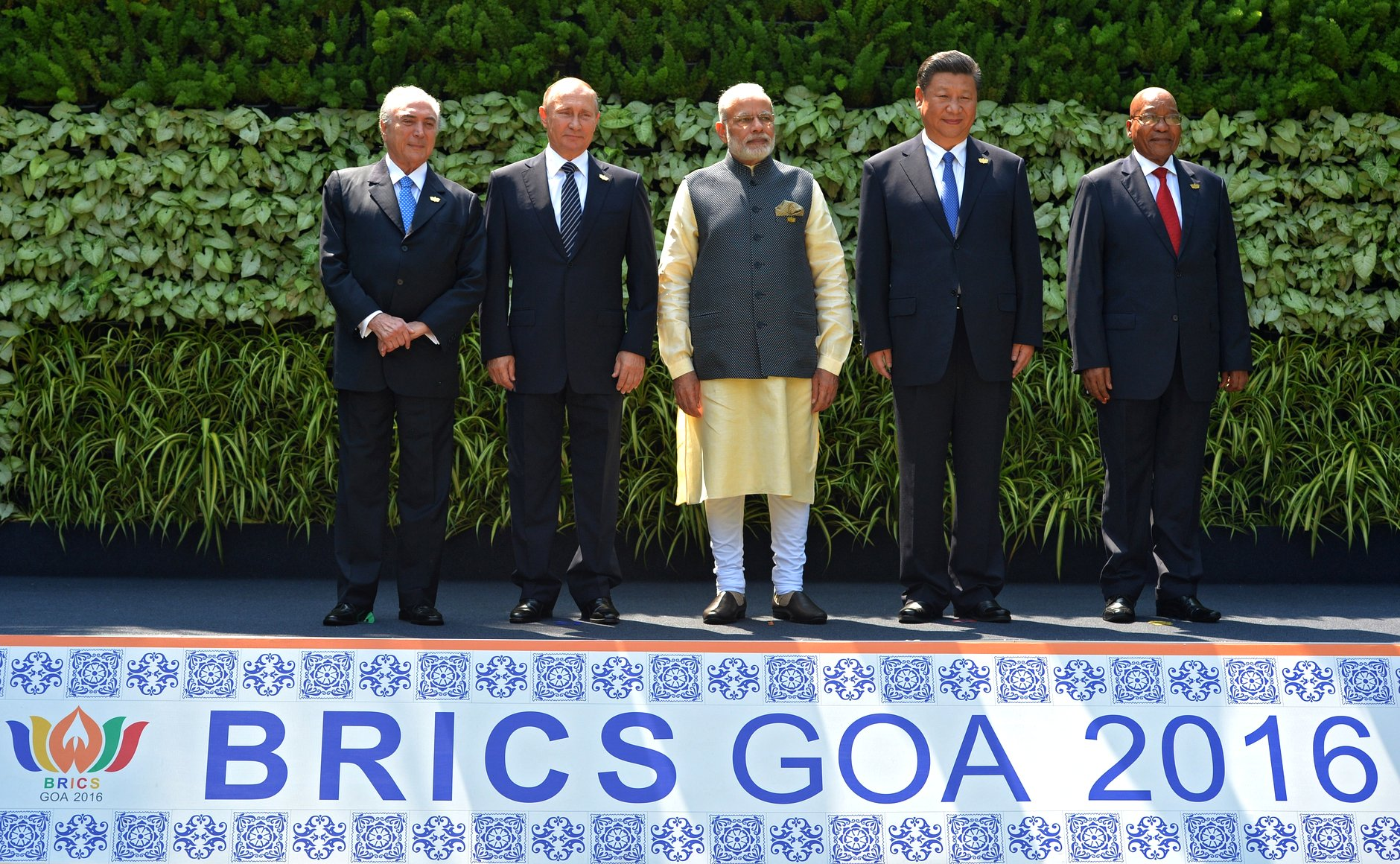
8.ª Cúpula do BRICS (2016)

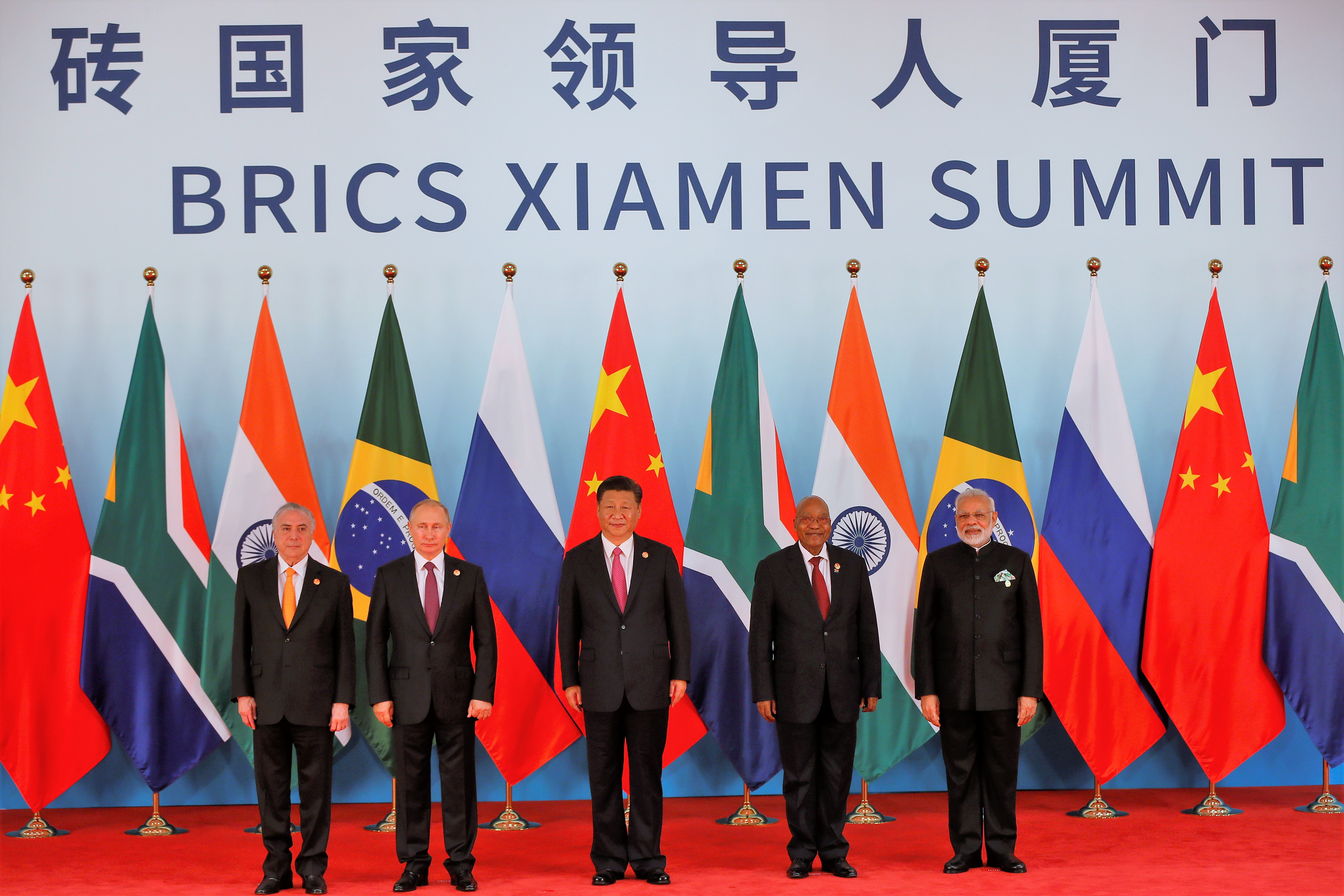
9.ª Cúpula do BRICS (2017)

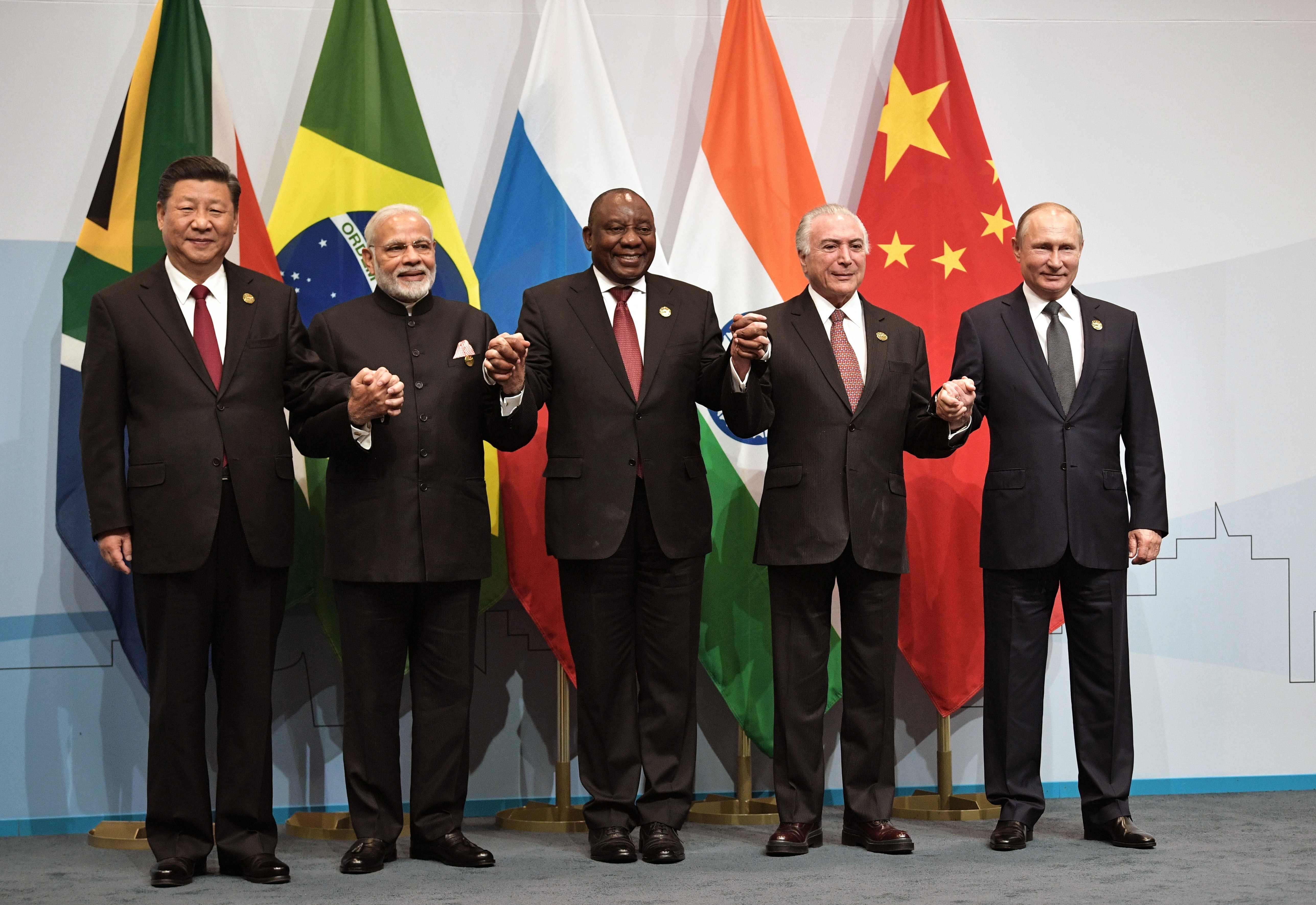
10.ª Cúpula do BRICS (2018)

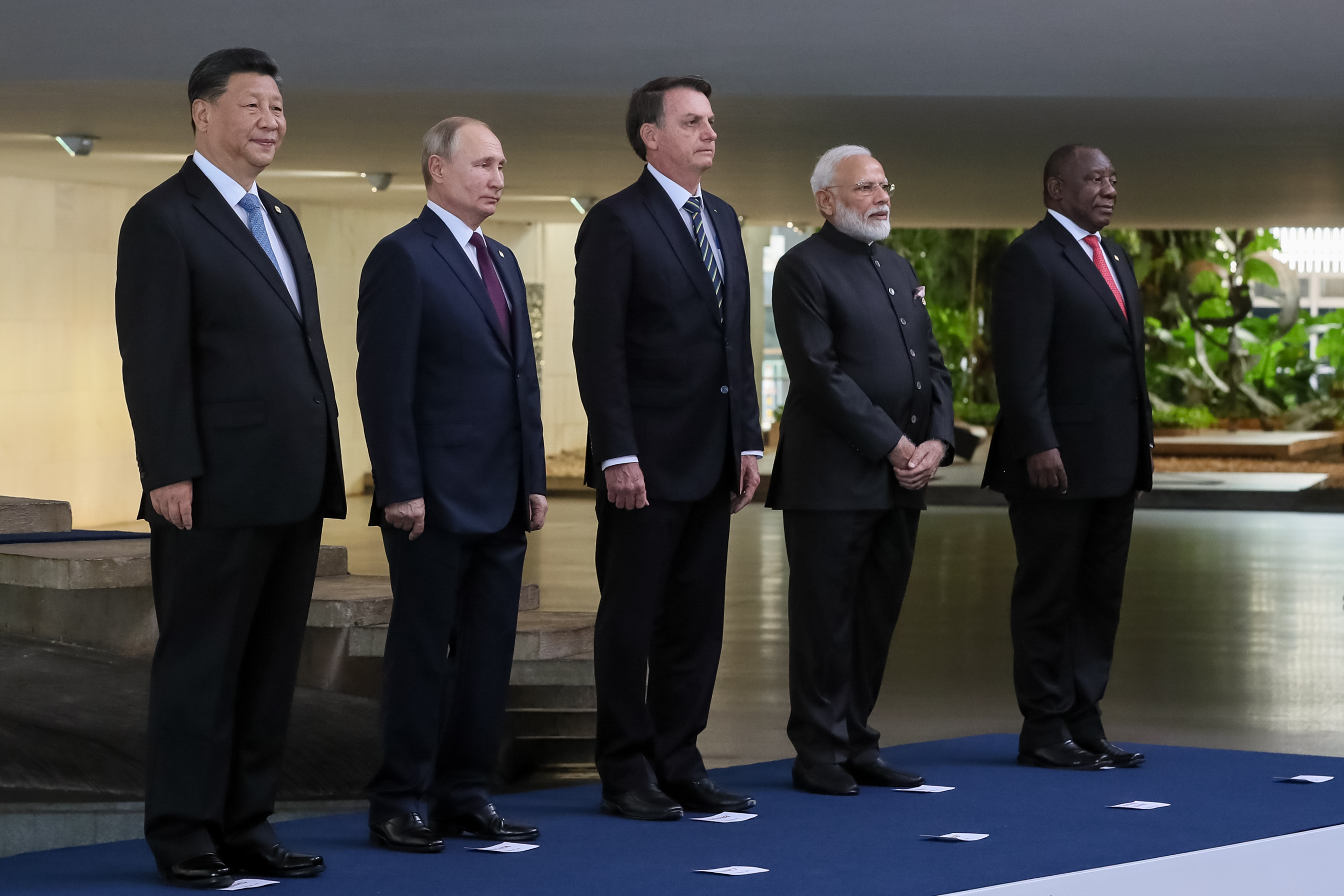
11.ª Cúpula do BRICS (2019)

Os países BRICS reuniram-se para a sua primeira cúpula oficial em 16 de junho de 2009, em Ecaterimburgo, Rússia, com a presença de Luiz Inácio Lula da Silva, Dmitri Medvedev, Manmohan Singh, e Hu Jintao, respectivos líderes de Brasil, Rússia, Índia e China. Durante a cúpula foram discutidos vários temas relacionados à crise econômica de 2008, tais como comércio internacional, o papel do dólar como moeda de reserva e sua possível substituição, a participação nos organismos internacionais, entre outros.
Os ministros de Relações Exteriores dos países BRIC já tinham se reunido anteriormente no dia 16 de maio de 2008, também em Ecaterimburgo.
Uma semana antes da cúpula, o Brasil havia oferecido 10 bilhões de dólares ao Fundo Monetário Internacional. Era a primeira vez que o país oferecia um empréstimo desse tipo. Anteriormente, o Brasil já recebera empréstimo do FMI, e este anúncio foi tratado como uma importante demonstração da mudança de posição econômica do país. A China e a Rússia também fizeram anúncios de empréstimos ao FMI, de 50 bilhões e 10 bilhões de dólares, respectivamente.
A Segunda cúpula do BRIC aconteceu nos dias 15 e 16 de abril de 2010, em Brasília, e contou com a participação da África do Sul. Na reunião preparatória do dia 14, realizada no Rio de Janeiro, foram discutidas, pela primeira vez, oportunidades de negócios e investimentos nos setores de energia, tecnologia da informação, infraestrutura e agronegócio. A Rússia anunciou demandas para investimentos em rodovias e aeroportos; o Brasil, em ferrovias, aeroportos, hidrovias e estrutura urbana. A China sugeriu a troca de informações para a segurança alimentar, de modo a evitar grandes altas nos preços dos alimentos.
No fórum de 2011, em Sanya, na província de Hainan, na China, a África do Sul participou do encontro pela primeira vez como membro do grupo, o qual foi então renomeado para BRICS, de modo a representar também o novo membro.
A África do Sul havia recebido um convite formal da China para participar do grupo em 2010.
Na Cúpula de Durban (2013), foi decidido que as próximas reuniões serão realizadas em cada um dos países segundo a ordem do nome do país na sigla BRICS, sendo o Brasil o país a realizar a cúpula em 2014; a Rússia, em 2015, e assim por diante.
Os países do BRICS revelaram, em 2015, planos para criar uma cooperativa de educação que vai ajudar esses países a avançar em ambas as atividades acadêmicas e econômicas. O acordo servirá como base para uma rede de organizações e instituições de ensino dos países participantes.
A cúpula de 2023 teve como um de seus destaques a discussão em torno da participação do presidente russo. Em maio de 2023, a África do Sul anunciou que concederia imunidade diplomática a Vladimir Putin e a outros funcionários russos para que pudessem participar da 15.ª Cúpula BRICS, apesar do mandado de prisão do Tribunal Penal Internacional para Putin. Em julho de 2023, o presidente russo anunciou que não compareceria pessoalmente à cúpula BRICS em Joanesburgo, de 22 a 24 de agosto, apesar das boas relações com a nação sul-africana. Canais de notícias russos observaram que Putin participaria remotamente online em todas as sessões dos líderes do BRICS, incluindo o Fórum Empresarial, e também entregará seus discursos virtualmente. Em 29 de julho, Putin, em reunião com líderes africanos, minimizou o não-comparecimento na cúpula e disse não pensar que sua presença no BRICS é mais importante do que sua presença na Rússia, neste momento.